# Păpușa Magică a României
Păpușa Magică a României (engleză: The Magic Doll of Romania/The Magic Doll of Roumania) este o carte scrisă de Regina Maria a României și ilustrată de Maud și Miska Petersham. A fost publicată în 1929 la New York cu scopul de a promova România.